# Zeta Octantis
Zeta Octantis är en vit underjätte i Oktantens stjärnbild.
Stjärnan har visuell magnitud +5,42 och är synlig för blotta ögat vid god seeing. Den befinner sig på ett avstånd av ungefär 160 ljusår.